# A muzsika hangja (musical)
A muzsika hangja (eredeti cím: The Sound of Music) amerikai musical, amelynek zenéjét Richard Rodgers szerezte, szövegét Oscar Hammerstein írta. Alapjául Maria von Trapp 1949-ben megjelent, The Story of the Trapp Family Singers című emlékirata szolgált. Cselekménye Ausztriában játszódik az 1938-as Anschluss előestéjén. A musical számos dala, mint például az Edelweiss, My Favorite Things, Climb Ev'ry Mountain, Do-Re-Mi, és a címadó dal, A muzsika hangja örökzöld slágerré váltak.
A musical, melynek bemutatóját 1959-ben tartották a Broadwayen, a fő szerepekben Mary Martinnal és Theodore Bikellel kilenc jelölésből öt Tony-díjat  nyert el, köztük a legjobb musical díját. Azóta darab számos előadást ért meg, és filmen is feldolgozták. Az 1965-ben bemutatott azonos című film fő szerepeit Julie Andrews és Christopher Plummer játszotta.
A musicalt Magyarországon először a Fővárosi Operettszínházban mutatták be, 1992. december 11.-én. Az előadást Vámos László rendezte a prózai szöveget Bátki Mihály, a zenei részeket Fábri Péter fordította.
A muzsika hangja Rodgers és Hammerstein utolsó musicalja; Oscar Hammerstein kilenc hónappal a bemutató után elhunyt.

## Cselekménye
Maria újonc a nonnbergi kolostorban. Az apácák elküldik őt az özvegy von Trapp báróhoz pesztonkának, hogy gondoskodjon a hét gyermekéről. A báró katonás fegyelemmel neveli őket, ami Mariának nem tetszik – inkább énekelni tanítja meg őket. Amikor kitör egy nagy vihar, meghódítja a gyermekek és a báró szívét, aki feleségül veszi őt. Ausztria Hitler általi bekebelezéséig a család harmonikus életet él: az ének és a tánc nagyon fontos lesz számukra. A családi kórus fellép Salzburgban egy népzenei versenyen. Von Trapp bárónak be kellene lépnie a német haditengerészethez. Ezt megtagadja és éjjel, ködben elmenekül az egész családjával Svájcba. Onnan kivándorolnak Amerikába. Itt „Trapp Family Singers”-ként koncerteznek.

## Magyarországi bemutatók
|                   | Budapesti Operettszínház (1992)      | Budapesti Operettszínház (2001) | Pesti Magyar Színház                                                              | Városmajori Szabadtéri (2006)   | Miskolci Nemzeti Színház (2008)         | Pannon Várszínház (2008)   | Soproni Petőfi Színház (2009) | Gózon Gyula Kamaraszínház (2011) | Gárdonyi Géza Színház (2013) | Hevesi Sándor Színház (2013) |
| ----------------- | ------------------------------------ | ------------------------------- | --------------------------------------------------------------------------------- | ------------------------------- | --------------------------------------- | -------------------------- | ----------------------------- | -------------------------------- | ---------------------------- | ---------------------------- |
| Maria Reiner      | Malek Andrea Pápai Erika Dorogi Dóra | Siménfalvy Ágota Kékkovács Mara | Mahó Andrea Geszthy Veronika Wégner Judit Jancsó Dóra Jenes Kitti                 | Kékkovács Mara Siménfalvy Ágota | Varga Andrea Szegő Adrienn Vermes Tímea | Stefancsik Annamária       | Vásári Mónika                 | Endrődi Ágnes                    | Kascsák Dóra                 | Foki Veronika Kátai Kinga    |
| Trapp kapitány    | Farkas Bálint                        | Szolnoki Tibor Jantyik Csaba    | Fillár István Csengeri Attila Pavletits Béla Harsányi Attila                      | Kaszás Attila                   | Szatmári György                         | Koscsisák András           | Laklóth Aladár                | Presits Tamás                    | Vókó János                   | Bot Gábor                    |
| Zárdafőnökasszony | Tiboldi Mária                        | Zsadon Andrea Tiboldi Mária     | Sáfár Mónika Hűvösvölgyi Ildikó Bucsi Annamária                                   | Geszthy Veronika                | Seres Ildikó                            | Oravecz Edit               | Bencze Ilona                  | Karsai Klára                     | Saárossy Kinga               | Debrei Zsuzsanna             |
| Elsa              | Kovács Zsuzsa                        | Vásári Mónika Siménfalvy Ágota  | Fonyó Barbara Endrődi Ágnes Csarnóy Zsuzsanna Kisfaludy Zsófia Varga Fekete Kinga | Udvarias Anna                   | Szirbik Bernadett Jancsó Dóra           | Kovács Ágnes Magdolna      | Sajgál Erika                  | Tövispataki Beáta                | Dimanopulu Afrodité          | Kovács Olga                  |
| Frau/házvezetőnő  | Mednyánszky Ági                      | Mednyánszky Ági                 | Tóth Éva Juhász Róza Nagy Petra Varga Szilvia                                     | Udvarias Katalin                | Péva Ibolya                             | Egyed Brigitta             | Csonka Hajnalka Tébi Márta    | Erdélyi Mária                    |                              | Czegő Teréz                  |
| Franz/inas        | Sipeki Tibor                         | Balogh Bodor Attila             | Pavletits Béla Kisari Zalán Keresztény Tamás Kosznovszky Márton                   | Balogh Bodor Attila             | Somló István                            | Molnár Ervin               | Nagy Gábor                    | Balogh Bodor Attila              | Tóth Levente                 | Bálint Péter                 |
| Max               | Szolnoki Tibor                       | Bardóczy Attila                 | Tóth Sándor Rancsó Dezső                                                          | Bardóczy Attila                 | Kincses Károly Molnár Erik              | Zayzon Csaba               | Kiss Zoltán                   | Harcsik Róbert                   | Rácz János                   | Kiss Ernő                    |
| Rolf              | Bozsó József                         | Oláh Tibor Peller Károly        | Illés Dániel Vecsei László Ágoston Péter Szurcsík Ádám Murvai Márton              | Stukovszky Tamás Kalmár Gergő   | Keresztesi László                       | Szelle Dávid Habóczky Máté | Sövegjártó Áron               | Kovács Róbert                    | Ozsgyáni Mihály              | Mihály Péter                 |

## Megfilmesítések
- 1965: A muzsika hangja